# Szívós Károly
Szívós Károly (Szentes, 1959. július 18. –) magyar bábszínész, rendező. 

## Életpályája
1981-ben végezte el a Bábstúdiót. 1981–1992 között az Állami Bábszínház tagja volt. 1992-2025 között a Kolibri Színház tagja. 1992-től az UNIMA elnökségi tagja. A Színház- és Filmművészeti Egyetem tanára. A Kereplő Együttes alapítója.

## Magánélete
Felesége, Török Ágnes bábszínész. Két gyermekük van; Réka és Gergő.

## Színházi munkái
A Színházi Adattárban regisztrált bemutatóinak száma: szerzőként: 5; rendezőként: 8; bábtervezőként: 4; színészként: 58.
| - Róbert Gida és barátai (2008, 2011) - Gyermekjátékok (2009) - Mazsola és Tádé (2010) - A diótörő (2011) | - Gripari: Az előszobaszekrény boszorkánya (1996) - Mozart: Szöktetés a szerájból (2003) - Ctvertek: Moha és Páfrány (2006) - Milne-Karinthy: Róbert Gida és barátai (2008, 2011) - Salten: Bambi (2009) - Petőfi Sándor: János vitéz (2012) - Szász Ilona: A Holdkirály palotája (2013) |

### Bábtervezőként
- Andersen: sHÓwKIRÁLYNŐ (2005)
- Darvasi László: Trapiti (2005)
- Szabó-Egressy: Tündér Lala (2008)

### Színészként
| - Lázár Ervin: Berzsián és Dideki....Áttentő Redáz; Aggszakáll - Tóth Eszter: Csizmás Kandúr....Lackó - Grimm: Hófehérke és a hét törpe....Királyfi - Hegedüs-Tarbay: A csodaszarvas népe....Tórem isten - Szilágyi Dezső: A bűvös tűzszerszám.... - Swift: Gulliver az óriások földjén....Bajbakusz király - Szilágyi Dezső: Rámájana....Dzsanaka király; Szugriva - Matvejev: A csodálatos kalucsni.... - Tóth Eszter: Piroska és a három kismalac....Röfi - Paulini-Harsányi: Háry János....Magyar silbak - Calderón de la Barca: Az élet álom.... - Kipling: A dzsungel könyve....Szürke testvér - Bringsvaerd: Locspocs és a Bolygó Hollandi....Fülöp bácsi - Ady-Weöres: Betlehemes játék, Profán misztérium....Harmadik pásztor - Márton László: A római hullazsinat, avagy a természetellenes ember.... - Collodi: Adjátok vissza Pinocchiót!....Pulcinella - Leacock: Rosszcsirkeff Mária emlékiratai.... - Durrell: Szia, szia Szaurusz!....Gerry bácsi - Pozsgai Zsolt: Bakkfy és a csúnya királykisasszony....Suttoga király; Kencefice; Moderato országának kapuőre - Fábri Péter: Az elvarázsolt hangok.... - Shakespeare-Rowley: Merlin születése, avagy a gyermek meglelte atyját....Edwin - Andersen: A rút kiskacsa....Kiskacsa; Pulyka; Vadgácsér; Vadászkutya; Kandúr - Arany-Pozsgai: Rózsa és Ibolya....Rózsa - Gripari: Az előszobaszekrény boszorkánya....Pierre Úr - Lennon: Egyedültem - John Lennon saját eszei.... | - Szőcs Géza: Ki lopta el a népet?....Narrátor - Farkas; Sárközi cigány; Sírszellem - Anouilh: Colombe.... - Maeterlinck: A kék madár....Tűz - Márton László: Anatómiai teátrum.... - Lofting: Dr. Dolittle cirkusza....Huzivoni kétfejű fenevad; Sir William Peabody - Montanus: Az ördög éve....Génsebész - Lengyel-Horváth: A szebeni fiúk....Főtiszt - Kishon: A színház... kész kabaré!....Igazgató - William Shakespeare: Hamlet....Rosencrantz; Marcellus; Sírásó - Mozart: Szöktetés a szerájból.... - Balla Margit: Hamupipőke Velencében....Hamupipőke édesapja - Török-Horváth: Kököjszi és Bobojsza....Bobojsza - Darvasi László: Trapiti....Bökkelöki király - Csehov: Kastanka....Mesélő - Ctvertek: Moha és Páfrány.... - Fábri Péter: Parszifál titka, avagy a terepasztal lovagjai....Bolond - Sztravinszkij: Petruska és Pulcinella....Dottore - Krneta: Gabi.... - Török-Szívós: Gyermekjátékok....Bábos - Jékely Zoltán: Az aranyszőrű bárány....Baraboly vitéz - Coltellini: Aki hűtlen, pórul jár.... - Háy János: Völgyhíd....Apa - Kodály Zoltán: Háry János.... - Petőfi Sándor: János vitéz....Huszárok vezére; Griffmadár; IV. óriás hangja - Mann: Mario és a varázsló.... - Ulickaja: Százlábúak láb alatt....Vászja |

## Filmjei
- Dörmögőék kalandjai (1987)
- Sobri, ponyvafilm (2002)

## Díjai
- Blattner Géza-díj (2002)